# Kuri
Pour les articles homonymes, voir Kuri (homonymie).
Les Kuri, encore appelés Modan ou Nabi, sont une population de la province de Papouasie en Nouvelle-Guinée occidentale. Au nombre de 500 en 1982, ils habitent 16 villages dans le sud-ouest de la péninsule de Bomberai, le long du fleuve Nabi, à l'ouest du golfe de Wandamen. Ils parlent le kuri.